# هراچیک زاکویان
هراچیک همایاکی زاکویان (ارمنی: Հրաչիկ Հմայակի Զաքոյան؛  زادهٔ ۱۹۲۲ - درگذشته ۲۰۰۳) برزشناس، آموزگار و کارشناس علوم پرورشی اهل ارمنستان بود.

## زندگی‌نامه
وی در ۱۹۲۲ در نور بایزید به دنیا آمد و از دانشگاه ملی علوم کشاورزی ارمنستان فارغ‌التحصیل گشت. همچنین برندهٔ جوایزی همچون نشان پرچم سرخ کار، نشان لنین (۱۹۴۹ و ۱۹۵۱)، قهرمان کار سوسیالیست (۱۹۴۹) و مدال کارگر ممتاز (۱۹۴۵) شده است. وی در ۲۰۰۳ در سن ۸۱ سالگی در گاوار درگذشت و در آرامستان داری گلوخ شهر گاوار به خاک سپرده شد.